# Levente Füredy
Levente Füredy (Budapest, 12 de enero de 1978) es un deportista húngaro que compitió en lucha grecorromana. Ganó una medalla de bronce en el Campeonato Mundial de Lucha, en la categoría de 66 kg.

## Palmarés internacional
| Campeonato Mundial | Campeonato Mundial | Campeonato Mundial | Campeonato Mundial |
| Año                | Lugar              | Medalla            | Categoría          |
| ------------------ | ------------------ | ------------------ | ------------------ |
| 2003               | Créteil (Francia)  | Medalla de bronce  | 66 kg              |